# هشام بن عبدالله
هشام بن عبدالله (عربی: الأمیر مولای هشام بن عبد الله) یک کارآفرین، و بازرگان اهل مراکش است.